# 세런디피티

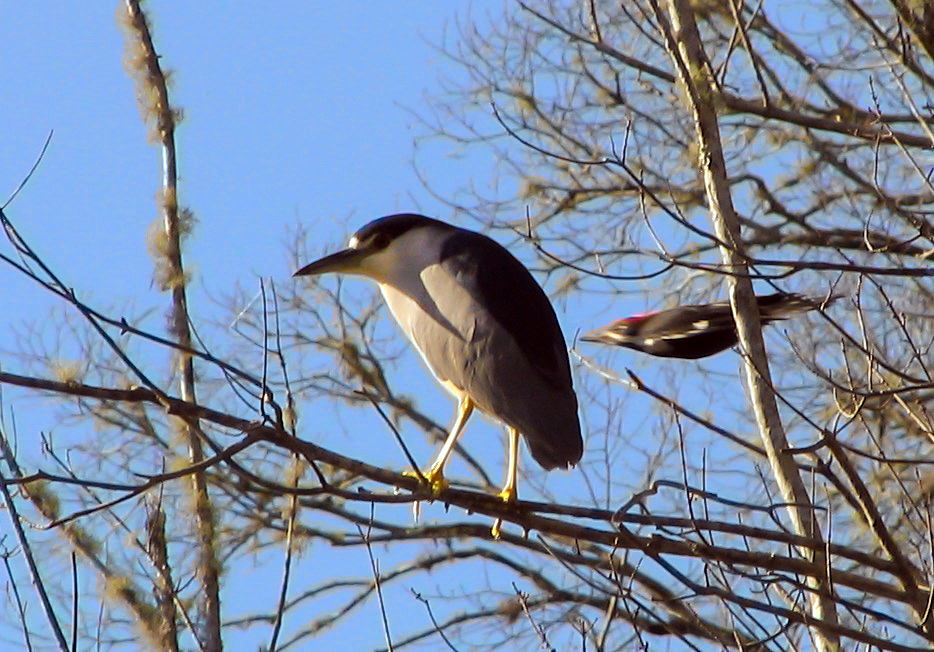
이 사진은 본래 가운데의 해오라기를 찍으려고 한 것이었다. 오른쪽의 도가머리딱따구리는 순전히 우연의 소치(결과물)로 셔터가 닫히는 순간 화각 안으로 날아든 것이다.

세런디피티(serendipity, IPA: [ˌsɛrənˈdɪpɪti])는 완전한 우연으로부터 중대한 발견이나 발명이 이루어지는 것을 말하며 특히 과학연구의 분야에서 실험 도중에 실패해서 얻은 결과에서 중대한 발견 또는 발명을 하는 것을 말한다. 어원은 실론과 관련되어 있다.
사례로 플레밍의 페니실린 발견을 들 수 있다. 플레밍이 배양실험을 하는 도중에 실수로 잡균인 푸른곰팡이를 혼입한 것이 후에 감염증으로부터 수많은 사람들을 구해낸 항생물질을 발견하게 된 사건이 된 것이다. 감마선 폭발의 경우도 대표적인 사례다. 핵실험 감시위성인 벨라 위성은 지상에서 나오는 핵실험의 감마선대신, 우주에서 나오는 감마선을 포착하게 되는데 과학자들은 이 경우를 조사하다가 감마선 폭발을 발견하게 되었다. 또한 이런 실수들은 전자레인지나 3M사의 포스트잇 메모지 같은 상품을 만들게 된 계기가 되기도 했다.

## 유래
'세런디피티(serendipity)'는 '행운'의 다른 말로 알려져 있다. 영국의 18세기 문필가였던 호레이스 월폴이 만든 이 단어는 우연히 예기치 않게, 운수 좋게 새로운 것을 발견해내는 능력을 가리킬 때 쓰인다. 호레이스 월폴은 1754년 1월 28일 친구에게 보낸 편지에서 [세렌딥(스리랑카의 옛이름)의 세 왕자]라는 동화에 나오는 왕자들이 '그들이 미처 몰랐던 것들을 항상 우연하면서도 지혜롭게 발견'하는 모습에서 이 단어를 만들었다고 전했다. 우리가 미처 찾을 생각도 못하고 있을 때 귀중한 것을 발견하는 우연한 기회가 세렌디피티라면, 이 기회를 얻은 운 좋은 발견자는 최소한 자신이 발견한 것의 창조적인 가능성을 볼 수 있어야 한다. 에디슨이 등사판의 아이디어를 우연히 떠올렸을 때, 그는 다른 것을 발명하려고 애쓰던 중이었다. 하지만 그는 그 아이디어가 중요한 발견임을 깨달을 만큼 좋은 감각이 있었고 곧바로 그 용도를 찾아냈다. 세런디피티는 생각의 폭이 좁은 사람, 즉 하나의 목표 외에 다른 것은 배제하고 마음을 하나에만 집중하는 사람에게는 잘 일어나지 않는다. 그러므로 지금 당장은 전혀 상관이 없고 소용이 없는 것처럼 보이는 것까지도 관심의 영역을 넓히고 그 속에서 중요한 무언가를 눈여겨볼 자세가 되어 있다면 우연한 발견의 행운, 세렌디피티를 얻을 수 있을 것이다.

## 같이 보기
- 통찰
- 부작용
- 공시성